# Edward Clark (Architekt)

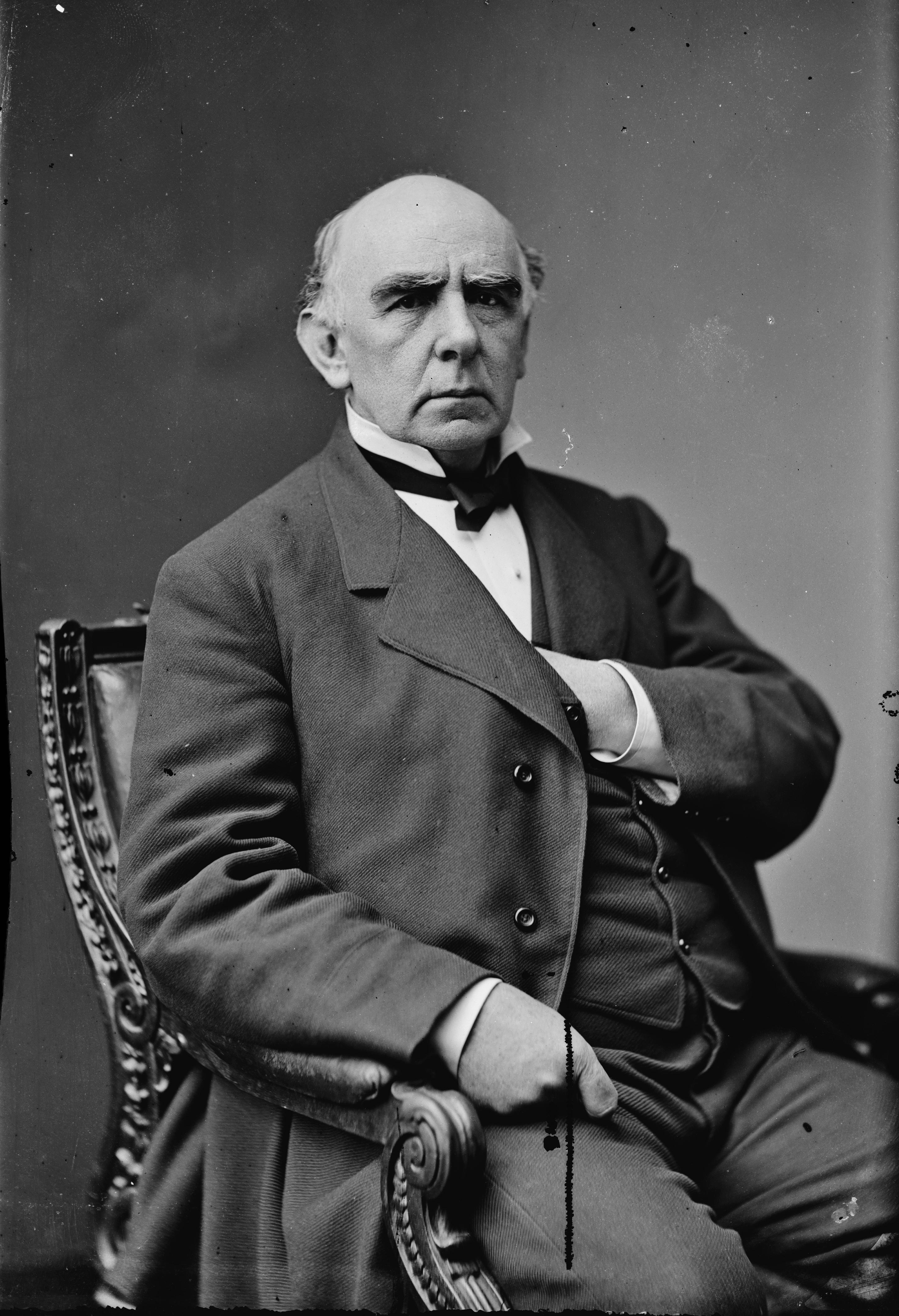
Edward Clark

Edward Clark (* 15. August 1822 in Philadelphia, Pennsylvania; † 6. Januar 1902 in Washington, D.C.) war ein US-amerikanischer Architekt.
Er hatte von 1865 bis 1902 das Amt des Architekten des Kapitols in Washington inne. 
Er verstarb 1902 im Alter von 79 Jahren.